# Pinsa
La pinsa, également appelée pinsa romana, est une focaccia italienne originaire de la région du Latium.

## Histoire
Typique de la cuisine romaine, il s'agit d'une invention relativement récente, populaire dans les trattoria de la région. Contrairement à un mythe véhiculé le plat ne trouve pas son origine dans la cuisine de l'antiquité. Elle est fréquemment utilisée pour accompagner les plats de charcuterie et les fromages plutôt que du pain. Ces dernières années, la variante de la pizza au four, souvent appelée pizza blanche romaine, est beaucoup plus répandue. Elle est assaisonnée en surface simplement avec de l'huile et du sel ou avec l'ajout d'ingrédients tels que de la charcuterie typique, du fromage, des légumes,.